# Pelir
Pelir ili Pelerda(mađ. Pellérd) je selo u južnoj Mađarskoj.
Zauzima površinu od 20,93 km četvornih.

## Zemljopisni položaj
Nalazi se na 46° 2' sjeverne zemljopisne širine i 18° 9' istočne zemljopisne dužine, 2,5 sjeveroistočno od Ranjoša, 3 km sjeverno od Čerkuta, 2,5 km sjeverozapadno od Đode, 2 km sjeverozapadno od Kesuja, 3 km zapadno od Máloma, 1,5 km južno od pečuškog zapadnog predgrađa Zsebedomba, 2 km jugozapadno od Pečuha, Bičir je 5 km zapadno, 3 km jugozapadno je Pazanj, Zuka je 4 km jugozapadno.

## Upravna organizacija
Upravno pripada Pečuškoj mikroregiji u Baranjskoj županiji. Poštanski broj je 7831. 

## Zanimljivosti i kulturni spomenici
- posjed Kálmána Brázaya (Brazovicsa)

## Stanovništvo
Pelir (Pelerda) ima 1984 stanovnika (2001.).

## Vanjske poveznice
- (mađ.) Pellérd Önkormányzatának honlapja
- (mađ.) Pellérd a Vendégvárón[neaktivna poveznica]
- Pelir na fallingrain.com